# Животников, Олег Владимирович
Олег Владимирович Животников  (7 апреля 1967) — российский футболист, нападающий.

## Карьера
Олег Животников начинал карьеру футболиста в СССР. Во второй половине 1980-х он выступал за клубы региональных и межрегиональных (уровень КФК) лиг: «Московский» (1985—1987) и «Торгмаш» (1988—1989), в 1989 году забил 13 голов. С «Торгмашем» вышел на уровень команд мастеров, в сезоне-1990 сыграл в 11 матчах Второй низшей союзной лиге. В 1991 году вновь играл за команду «Московский», забил 14 мячей. В 1992 году перешёл в команду Второй лиги ПФЛ «Интеррос». В 1993 году нападающий стал игроком команды «Мохаммедан» (Дакка), выступавшей в чемпионате Бангладеш. Ранее в данном коллективе имели опыт выступлений его соотечественники Сергей Новиков и Борис Кузнецов. В сезоне 1993 Животников помог клубу занять первое место в первенстве Бангладеш, а также стал лучшим бомбардиром сезона с 13 голами.
В 1994 году Олег вернулся в Россию и подписал контракт с клубом «Техинвест-М» (переименованный «Интеррос»), в том же году состоялся его переход в «Асмарал». За «Асмарал» футболист провёл два сезона в Первой лиге, принял участие в 47 встречах и забил 13 мячей. Во второй половине сезона 1995 Животников выступал за московское «Торпедо». В его составе он отыграл 11 матчей в высшей лиге страны.
В 1996 году игрок уехал в Швецию, где присоединился к клубу «Лулео» из одноимённого города. Завершил карьеру в ижевском «Газовик-Газпроме» в том же году